# RoadBlasters
RoadBlasters è un videogioco arcade di guida e combattimento futuristici in automobile, sviluppato nel 1987 da Atari Games. Venne convertito, mostrando il titolo anche come Road Blasters, per gli home computer Amiga, Amstrad CPC, Atari ST, Commodore 64, ZX Spectrum e per le console Atari Lynx, Nintendo Entertainment System e Sega Mega Drive. Più recentemente il gioco emulato è stato incluso nelle raccolte Arcade's Greatest Hits: The Atari Collection 2 per PlayStation e Midway Arcade Treasures per PlayStation 2, Xbox, GameCube e Windows. Altri titoli dell'epoca ne imitarono lo stile, tra cui Hydra, Live and Let Die, Overlander.

## Modalità di gioco
Il giocatore è alla guida di un'auto sportiva armata, con visuale tridimensionale in terza persona dal retro della vettura, su un percorso lineare asfaltato con curve. I controlli disponibili sono sterzo, accelerazione, fuoco con l'arma primaria e secondaria. La macchina arcade è in versione verticale o con cabina, in entrambi i casi dotata di cloche per la guida con pulsanti incorporati per le armi e pedale dell'acceleratore. Ci sono in tutto 50 percorsi, con sfondi variabili, e ogni 10 livelli è possibile scegliere se iniziare dal primo dei 10 o direttamente da altri due più avanzati.
L'arma primaria spara proiettili nella direzione in cui punta l'auto e ha munizioni illimitate, ma se si risparmiano colpi si possono ottenere dei bonus moltiplicatori del punteggio. Altri potenziamenti limitati, da usare come seconda arma, sono fatti cadere di tanto in tanto da un velivolo alleato. Ci sono missili che distruggono tutto ad ampio raggio, cannoni UZ a fuoco rapido, scudo elettrico che rende immuni agli scontri, supervelocità.
I nemici comprendono altri veicoli, che non sparano ma sono pericolosi in caso di scontro: auto semplici, auto blindate, motocicli, fuoristrada veloci che arrivano da dietro. Si possono superare inoltre postazioni fisse che sparano dai lati della strada, pozzanghere che fanno sbandare e mine.
Si ha una scorta limitata di carburante in rapida diminuzione, che si ricarica quando si completa un livello o si supera un checkpoint a metà percorso. Altro carburante si può ottenere raccogliendo capsule colorate che si trovano lungo il percorso o vengono rilasciate da alcuni nemici distrutti. In caso di scontro con un veicolo o un ostacolo a bordo strada o se si viene colpiti da armi nemiche l'auto si distrugge, ma viene subito rimpiazzata, e si riparte da fermi con una perdita di carburante. La sconfitta si ha solo per esaurimento del carburante.

## Prodotti derivati
Nella versione arcade originale, se si riesce a completare il 50º livello, si ottiene un codice segreto che, durante una promozione del 1987, poteva essere spedito alla Atari Games per ricevere una maglietta di RoadBlasters. L'iniziativa fu un successo commerciale.
Nel 1987-1988 la Matchbox Toys produsse una linea di automobiline basate su RoadBlasters, celebrando anche il 15º anniversario dell'Atari. Sebbene i modelli spesso non siano provenienti dal videogioco ma ispirati ad auto vere, c'è la possibilità di agganciare armi di plastica alle carrozzerie.
La Matchbox concesse a sua volta licenza alla Eagle Comics per una serie di fumetti di RoadBlasters.